# Ramachandra (rey)
Ramachandra (1422) o Ramachandra Raya fue un gobernante del Imperio vijayanagara perteneciente a la dinastía Sangama.
Ramachandra fue uno de los tres hijos del rey Deva Raya I. Ascendió al trono a la muerte de su padre, en 1422, pero solo reinó durante unos pocos meses, por lo que no nos ha llegado apenas información sobre su período. Fue sucedido por su hermana Vira Vijaya Bukka.